# Erebia fletcheri
Erebia fletcheri är en fjärilsart som beskrevs av Henry John Elwes 1899. Erebia fletcheri ingår i släktet Erebia och familjen praktfjärilar. Inga underarter finns listade i Catalogue of Life.